# سمية بوسعيد
 سمية بوسعيد  (ولدت في مدينة تونس في 05 مايو 1980) من أبرز لاعبي القوى التونسين في الألعاب البارالمبية الصيفية 2008.

## الألعاب البارالمبية
- ميدالية ذهبية 800 م T12-13 في بكين الصينية 2008
- ميدالية ذهبية 1500 م T13 في بكين الصينية 2008
- ميدالية فضية 400 م T13 في لندن، المملكة المتحدة 2012

## مواضيع ذات علاقة
- تونس في الألعاب البارالمبية الصيفية 2008
- تونس في الألعاب البارالمبية

## روابط خارجية
- سمية بوسعيد على موقع الاتحاد الدولي لألعاب القوى (الإنجليزية)
- سمية بوسعيد على موقع Paralympic.org (الإنجليزية)
- سمية بوسعيد على موقع IPC.InfostradaSports.com (مؤرشف) (الإنجليزية)